# Хуло
Хуло (груз. ხულო) — посёлок городского типа (даба) в Аджарии, Грузия. Центр Хулойского муниципалитета. Посёлок расположен в 87 км от железнодорожной станции Батуми (на линии Натанеби — Батуми).
Статус посёлка городского типа с 1964 года.
В советское время в Хуло действовал филиал Батумского швейно-производственного объединения.

## Население
| 1970 | 1979 | 1989 | 2002 | 2014 |
| ---- | ---- | ---- | ---- | ---- |
| 1170 | 825  | 1131 | 1142 | 1007 |